# Pedro Olympio
Siru Pedro Olympio (né le 28 mai 1898 à Lomé et mort le 6 décembre 1969) est un homme politique, diplomate et médecin togolais. Descendant d'une famille loméenne influente, il est le premier médecin ouest-africain formé en Europe. Il exerce dans les années 1920 et 1930 avant de se tourner vers la politique. Il dirige successivement le Parti togolais du progrès et le Mouvement populaire togolais. Son combat politique est marqué par sa proximité à l'administration française et son opposition à l'unification du peuple Ewe.

## Biographie

### Éducation et carrière médicale
Pedro Olympio est le fils d'Octaviano Olympio, un commerçant togolais d'origine brésilienne,, et de Maria Vicentia Holokpui. Il est le cousin de Sylvanus Olympio. Il fréquente d'abord une école élémentaire à Lomé, puis des écoles de mission à Steyl (Pays-Bas), à Saint-Wendel (Allemagne) et enfin à Euskirchen. Il obtient son diplôme d'études secondaires en 1920 dans cette dernière école. Il étudie ensuite la médecine à Bonn et à Munich et obtient son doctorat en 1926 avec une thèse sur l'« apparition simultanée de spondylarthrite déformante et de carcinome ventriculaire dans les rayons X ». Il travaille ensuite à l'institut tropical de Hambourg et étudie pendant trois semestres à Paris.
Il retourne ensuite au Togo, où il ouvre sa propre clinique privée Bon-Secours à Lomé dans les années 1930. Il est alors le premier médecin originaire d'Afrique de l'Ouest à avoir été formé en Europe,.

### Carrière politique
En 1933, il devient membre de la commission municipale de Lomé pour quatre ans, aux côtés de Felicio de Souza, Emmanuel Ajavon et Edmond Creppy. Jonathan Savi de Tové et Paulin Freitas sont leurs suppléants. Entre 1938 et 1940, il dirige avec son cousin Sylvanus Olympio et M. L. W. Occansey[Qui ?] le Comité du guide du Togo (qui deviendra le Comité de l'unité togolaise),. En 1946, Olympio cofonde le Parti togolais du progrès (PTP) avec Nicolas Grunitzky (secrétaire général). Membre de la délégation togolaise auprès de l'OCDE, il participe à partir de 1948 aux conférences internationales.
En 1954, des tensions grandissent au sein du PTP au sujet du limogeage de John Atayi. Pedro Olympio est exclu du parti, ce qui mène finalement à une scission et le Mouvement populaire togolais (MPT) naît. Il réunit notamment Pedro Olympio (président), John Atayi, Samuel Aquéréburu et André Akakpo. C'est un parti qui se veut traditionnel et plus nationaliste que le PTP. Sa création est encouragée par l'administration française de l'époque. Olympio se présente sous la bannière du MPT aux élections législatives de 1958 dans la circonscription de Lomé-Sud et perd face au député sortant, Paulin Freitas, réélu avec une grand majorité. Le parti est finalement banni en 1962.
Tout au long de sa carrière politique, il s'oppose à l'unification Ewe.

### Carrière diplomatique
Pedro Olympio commence sa carrière diplomatique le 6 août 1964 en étant nommé ambassadeur du Togo en République fédérale d'Allemagne. Il est nommé à une période où les relations entre les deux pays sont tendues, du fait de l'assassinat de Sylvanus Olympio, « ami de l'Allemagne », en janvier 1963. Il occupe ce poste jusqu'en 1967.
Il devient représentant du continent africain à l'UNESCO en 1958.

### Vie privée
Il épouse Madeleine Rojot en 1936. Ils ont une fille, Christiane Olympio.
Il décède le 6 décembre 1969.

## Publications
- Siru Pedro Olympio : Sur l'apparition simultanée de spondylarthrite déformante et de carcinome ventriculaire sur l'image radiographique. Kaldenkirchen, Rhénanie, 1926 / Munich, thèse de doctorat, 1926